# Осада Эр-Растана и Телль-Бисы
Оса́да Эр-Растана и Телль-Бисы — часть сирийского восстания. 28 мая 2011 года после многочисленных акций протеста сирийская армия начала операцию в Эр-Растане, городе, в котором проживает около 50 000 жителей, и который находится в 20 километрах к северу от Хомса, а также в соседнем городе Телль-Биса, что привело к подавлению протестов и многочисленным жертвам. Во время операции Сирийская армия столкнулась с вооружёнными оппозиционерами.

## Предыстория
В середине апреля массовые протесты начались в Растане, а также в соседнем городе Телль-Биса. 29 апреля около 50 членов местной ячейки правящей партии Баас ушли в отставку в Эр-Растане. Вскоре после этого, в то время как заявление об отставке зачитывалось на большом митинге, военная разведка якобы расстреляла этот митинг и убила 17 демонстрантов. Через неделю около 100 танков и других войск окружили город Эр-Растан, после чего антиправительственная демонстрация свергнула статую покойного президента Сирии Хафеза аль-Асада и активисты обязались продолжать свои протесты, несмотря на аресты оппозиционеров силами правительства Башара аль-Асада. В течение мая протесты продолжились в Растане и соседних областях.

## Операция
В субботу, 28 мая, сирийские военные вошли в города Эр-Растан и Телль-Бисы, на следующий день после крупнейших демонстраций в этих городах с начала волнений. Оппозиция сообщила об операции в Телль-Бисе и сообщили, что солдаты врываются в дома и арестовывают людей. Операция началась после того, как силы безопасности отключили все поставки воды, электричества и средства телекоммуникаций в регионе и перекрыли все дороги, ведущие в эти города. В воскресенье, минометный снаряд попал в школьный автобус, перевозивший детей в Телль-Бисе, жители сообщили об этом телеканалу Аль-Джазира. Автомобили местной скорой помощи пытались попасть на место происшествия, но раненые ученики были в конечном счете отправлены в ближайшую больницу в Дейр-Бальба.
30 мая стало известно, что жители Эр-Растана и Телль-Бисы стреляют в солдат из автоматов и гранатомётов. Житель Хомса сказал, что «армия сталкивается с вооруженным сопротивлением и не в состоянии занять эти два города… армия по-прежнему за пределами городов и мне сказали, что армейский транспорт, в том числе бронетранспортеры, были подожжены». Другой активист оппозиции подтвердил, что жители оказывают вооружённое сопротивление, но сказал, что этот просто попытки самообороны разрозненных людей, а не организованное вооруженное сопротивление под единым командованием. Оппозиция из местных координационных комитетов заявила, что армия обстреляла Телль-Биссу из артиллерии утром в понедельник 28 мая и что снайперы были размещены на крышах мечетей. Активисты оппозиции сообщили, что по меньшей мере два человека были убиты артиллерийским и пулеметным огнём сирийской армии в Растане 4 июня.

## Последствия
В конце сентября появились сообщения о массовых дезертирствах из армиейских частей, дислоцированных в Растане, а также представители Свободной сирийской армии заявили, что уничтожено 17 бронемашин во время новых столкновений в Эр-Растане с помощью РПГ и мин. 1 октября сирийская армия взяла под свой контроль Растан, убив 130 мирных граждан и оппозиционеров по сообщениям оппозиционных источников и арестовала 3000 подозреваемых в связях с оппозицией.